# Sint-Lambertuskerk (Heemse)
De Sint-Lambertuskerk in Heemse (Hardenberg, Overijssel), ook wel het witte kerkje genoemd, is een kerkgebouw van de Protestantse Gemeente Hardenberg-Heemse.

## Geschiedenis

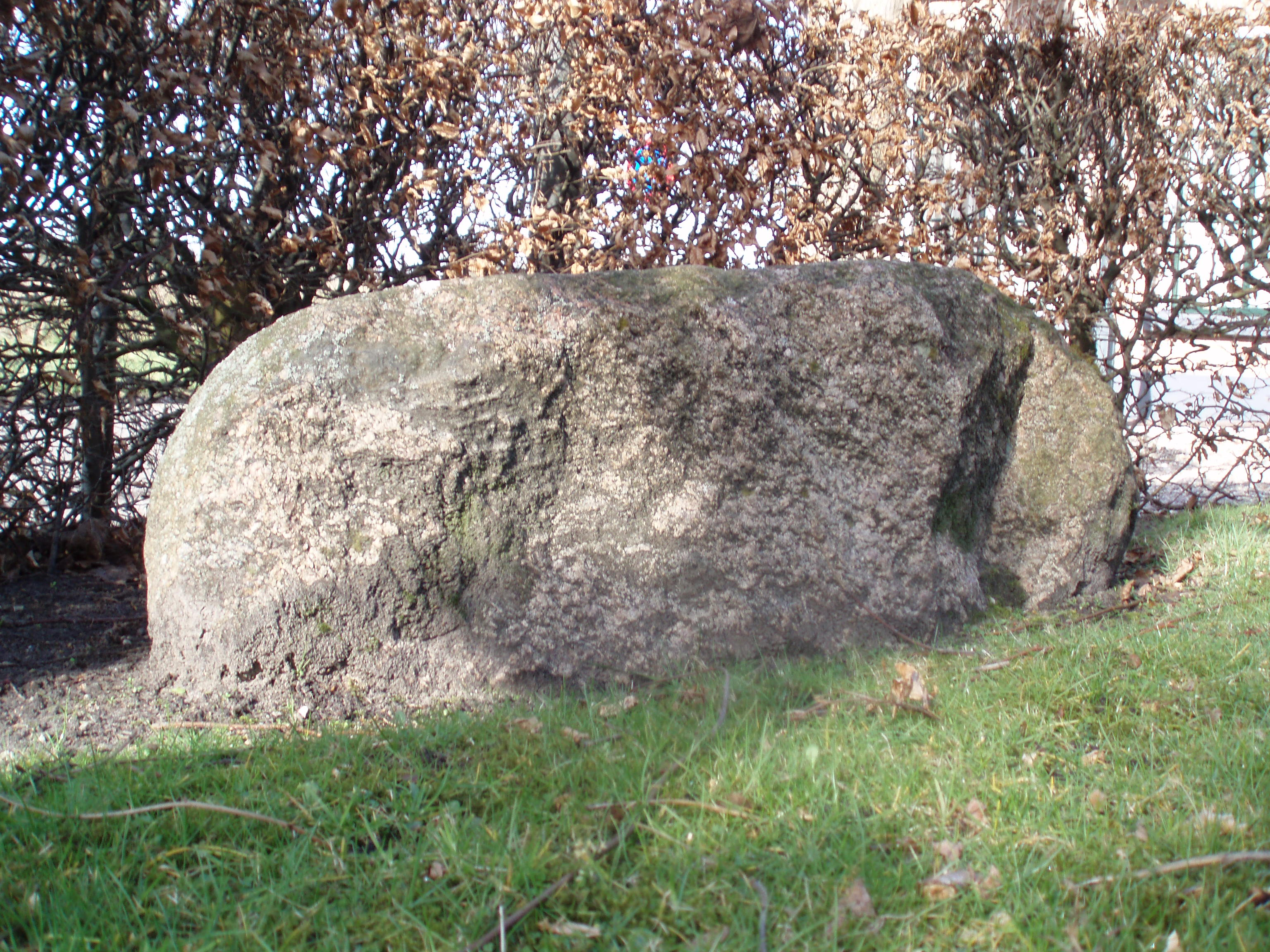
Zwerfsteen

De plek waar nu de kerk staat, is al honderden jaren een plek van zingeving en religie. Oorspronkelijk was dit een Saksische offerplaats. De grote zwerfsteen die voor de kerk ligt, is vermoedelijk gebruikt als offersteen. Hierover bestaat een legende die verhaalt over een jongeman die hier geofferd zou worden en dat de heilige Lebuïnus dit voorkwam.
Tussen 750 en 762 zouden de zendelingen Lebuïnus en Marcellinus hier een christelijke kerk gesticht hebben. De houten kapel werd kort na 1200 vervangen door een gebouw bestaande uit ijzeroersteen. Niet geheel duidelijk is of de toren ook al in de dertiende eeuw werd gebouwd of pas in de vijftiende eeuw met vrijgekomen stenen door een ingrijpende verbouwing. Het in de kerk aanwezige doopvont dateert wel uit de dertiende eeuw. De kerk was tot 1610 gewijd aan Lambertus van Maastricht.